# Peter Hick
Peter Hick (* 1946 in Kriegern) ist ein deutscher Stuntman, Schauspieler, Intendant und Theaterleiter.

## Leben und Wirken
1946 noch in Kriegern im Sudetenland geboren, wuchs Hick in der Nachkriegszeit in Thüringen auf. Als gelernter Stuntman arbeitete er sich in der DDR zum gefragten Kaskadeur hoch. Auch als Schauspieler wurde er in den 1970er Jahren immer häufiger beschäftigt. In dem Film „Die Bösewichter müssen dran“, stand er an der Seite von Rolf Hoppe und Klaus-Peter Thiele vor der Kamera. Außerdem wirkte er mit in den Filmen "Till Eulenspiegel" mit Winfried Glatzeder und dem Western "Blutsbrüder" mit Gojko Mitić. Diese Karriere endete abrupt, als man ihn auf der Flucht erwischte. Anderthalb Jahre brachte der Thüringer 1975/76 in DDR-Gefängnissen wegen „versuchter Republikflucht“ zu, bevor ihn die Bundesrepublik Deutschland freikaufte.
Sein Freund und Kollege Wilfried Zander, ehemaliger Chefkaskadeur des staatlichen DDR-Filmstudios DEFA, mit dem Hick in der DDR zusammengearbeitet hatte, führte Hick bei den Karl-May-Spiele Bad Segeberg ein. Hick stand in der Spielzeit 1978 erstmals in der Kalkberg-Arena in dem Stück „Durchs wilde Kurdistan“. In den 1980er Jahren setzte Intendant und Regisseur Klaus-Hagen Latwesen, der auch als Autor und Winnetoudarsteller fungierte, talentierte Stuntleute in wichtigen Sprechrollen ein. Dies waren neben Hick auch seine Kaskadeur-Kollegen Klaus Schichan, Fred Braeutigam und Wilfried Zander. Hick spielte in der Ära Latwesen 1981 den Hobble Frank im "Schatz im Silbersee", Rattler in "Winnetou - Der rote Gentleman" 1982, Old Wabble in "Old Surehand" (mit dem spektakulären Stunt: Der Tod im Feuerwagen) 1983, Häuptling Schwerer Mokassin in "Unter Geiern" 1984 und Treckführer Mexicano in "Der Ölprinz" 1985. Da seine Tätigkeit als Stunt-Koordinator für die TV-Serie Die Schwarzwaldklinik Hick zunehmend zeitlich forderte, beendete er sein Kalkberg-Engagement vorerst nach der Saison 1985, kehrte aber bereits 1988 in neuer Funktion zurück: Hick wurde Nachfolger von Latwesen als Theaterleiter der Karl-May-Spiele. In seine Zeit fiel das Engagement von Pierre Brice als Winnetou in Bad Segeberg mit neuen Zuschauerrekorden. 
Als Stuntman arbeitete er zudem für TV-Produktionen wie Der Alte, Ein Fall für zwei, Tatort oder Schwarz Rot Gold. 1989 wurde er in Toulouse Stunt-Weltmeister.
Seit 1993 ist Peter Hick Theaterleiter der Störtebeker-Festspiele. Seine Frau Ruth Hick und Tochter Anna-Theresa Hick sind Geschäftsführerinnen des Unternehmens.